# Liste des maires de Dakar
Le premier maire de Dakar, Alexandre Jean, est élu en décembre 1887. La ville de Dakar fondée en 1857 est érigée en commune par le décret du 17 juin 1887.

## Statut et compétences

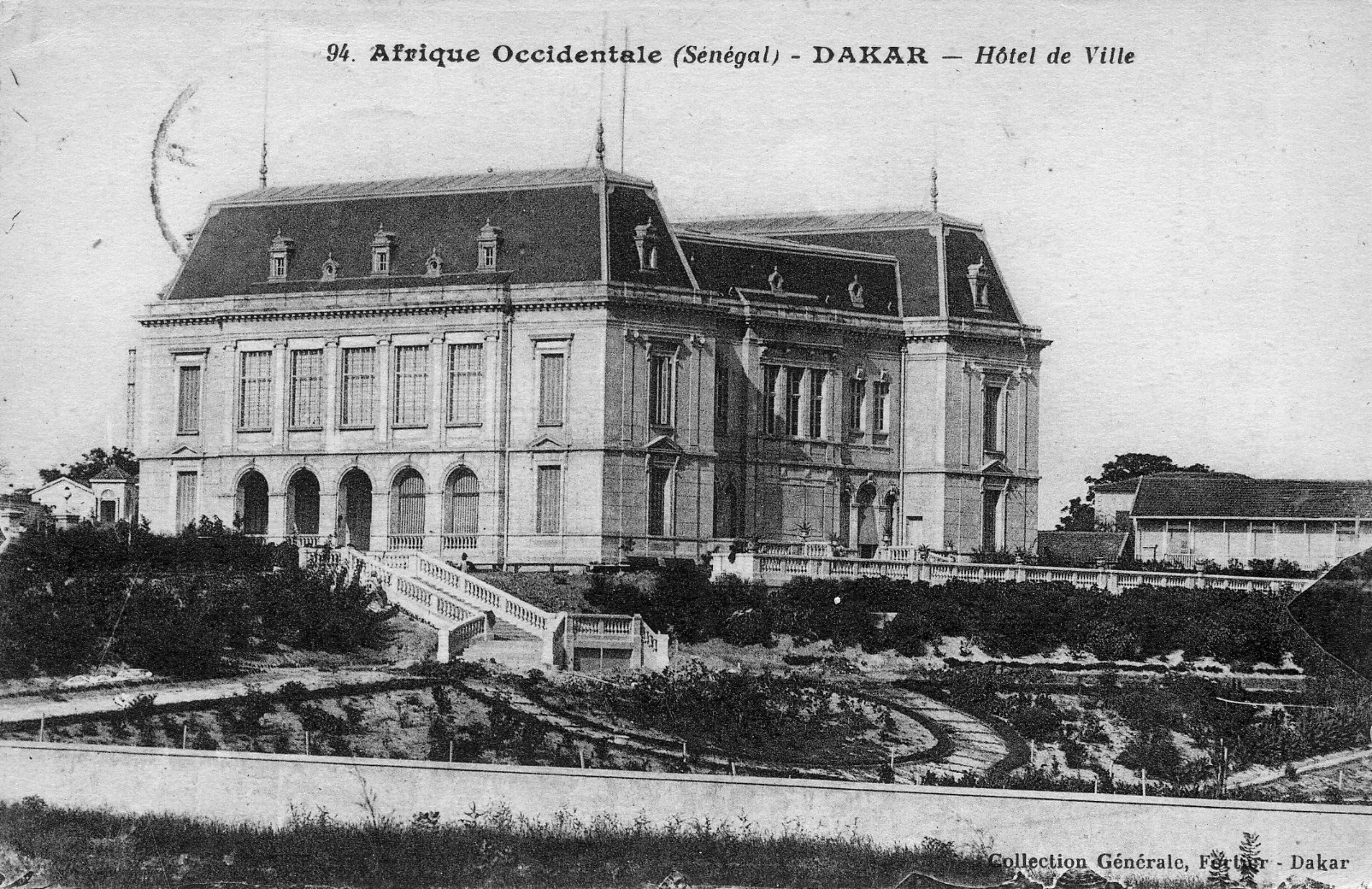
L'hôtel de ville vers 1920.

La ville de Dakar a le statut de ville soumise aux règles applicables aux autres communes du Sénégal. Ses compétences sont cependant limitées par celles des 19 communes d'arrondissement pour les actions de proximité, et par celles des communautés d'agglomération de la presqu’île du Cap-Vert.

## Liste des maires

### Liste des maires de 1887 à 1961[3]
| No | Portrait | Nom                                                               | Début du mandat | Fin du mandat | Appartenance politique                          | Notes |
| -- | -------- | ----------------------------------------------------------------- | --------------- | ------------- | ----------------------------------------------- | --- |
| 1  |          | Alexandre Jean (8 novembre 1845 - 8 août 1915)                    | 9 décembre 1887 | 1 mai 1892    | Indépendant                                     | Alexandre Jean, commerçant et premier maire de Dakar, a marqué l'histoire politique de la ville par son élection en 1887, durant la colonisation française. Son élection à ce poste de premier magistrat de la ville s'inscrit dans un contexte de modernisation de la ville, qui était en plein développement. Durant son premier mandat, il s'attela à la mise en place des premières infrastructures urbaines, comme la construction de routes, d'écoles et d'hôpitaux, contribuant ainsi à l'évolution de la ville en un centre administratif et commercial clé de l'Empire colonial français. |
| 2  |          | Charles de Marguerie de Montfort (28 août 1842 - 23 février 1899) | 1 mai 1892      | 1896          | Indépendant                                     | Avocat et agent de commerce, il est maire de Gorée de 1884 à 1890. Lorsqu'il succède à Alexandre Jean à la mairie de Dakar en 1892, il était vice-président du Conseil général de la Colonie du Sénégal. |
| 3  |          | Alexandre Jean (8 novembre 1845 - 8 août 1915)                    | 1896            | 1898          | Indépendant                                     | Il est réélu à la mairie de Dakar en 1896. |
| 4  |          | Fernand Marsat (5 novembre 1858 - ???)                            | 1898            | 1903          | PR                                              | Il sert pendant trois ans dans l’Instruction publique, et exerce plusieurs fonctions électives comme conseiller général de la Colonie du Sénégal, conseiller municipal et finalement maire de Dakar. Pharmacien, il demeure au milieu de ses administrés lors de l’épidémie de fièvre jaune de 1900 à Dakar, il dirige avec compétence et énergie les opérations de désinfection. Ces actes de dévouement lui vaudront d’être nommé chevalier de la Légion d’honneur en janvier 1902. Il est suspendu de son mandat de maire de Dakar en raison de scandales financiers.                           |
| 5  |          | Edmond Teisseire (??? - ???)                                      | 1903            | 1908          | RP                                              | Il est maire de Dakar de 1903 à 1908. |
| 6  |          | Émile Germain Masson (18 avril 1869 - 15 mai 1935)                | 1908            | 1919          | Indépendant                                     | Employé puis Agent de commerce de la maison de commerce Maurel Frères à Dakar, à partir de 1890, il est premier adjoint de la ville de Dakar en 1907, puis maire à partir de 1908. Il est à l’origine de la construction de l'hôtel de ville de Dakar qui s'achève en 1914. |
| 7  |          | Lavie (??? - ???)                                                 | 1919            | 1920          | Indépendant                                     | Maire de Dakar durant 1 année. |
| 8  |          | Blaise Diagne (13 octobre 1872 - 11 mai 1934)                     | 1920            | 1921          | PRS                                             | Premier député d'origine africaine élu à la chambre des députés française en 1914. |
| 9  |          | Jules Sergent (??? - ???)                                         | 1921            | 1924          | Indépendant                                     | Il est maire de Dakar de 1921 à 1924. |
| 10 |          | Blaise Diagne (13 octobre 1872 - 11 mai 1934)                     | 1924            | 1934          | PRS (1914-1932) Indépendant (1932-1934)         | Second mandat de maire. Il est également le premier Africain sous-secrétaire d'État aux Colonies. il doit sa renommée à sa volonté de faire participer pleinement les Africains à la politique française, il a également joué un rôle important en faveur des droits des Africains engagés dans les troupes coloniales. |
| 11 |          | Armand-Pierre Angrand (9 octobre 1892 - 29 août 1964)             | 1934            | 1935          | PSS                                             | Il fut maire de Gorée et de Dakar, il est le fils de Léopold Angrand, notable métis descendant de signares de Gorée et le petit-fils de Pierre Angrand, riche armateur et négociant de Joal. |
| 12 |          | Alfred Goux (15 octobre 1876 - 14 avril 1948)                     | 1935            | 1939          | Parti Dioufiste                                 | Son premier mandat de maire de Dakar se deroule de 1935 à 1939. |
| 13 |          | Henri Étienne Martinet (??? - ???)                                | 1940            | 1941          | Délégation spéciale                             | Il est un administrateur colonial. |
| 14 |          | Alfred Goux (15 octobre 1876 - 14 avril 1948)                     | 1943            | 1945          | Parti Dioufiste                                 | Il redevient maire de Dakar de 1943 à 1945. Il meurt assassiné dans sa résidence à Dakar par un ressortissant guinéen en avril 1948. |
| 15 |          | Amadou Lamine-Guèye (20 septembre 1891- 10 juin 1968)             | 1 juillet 1945  | 29 août 1961  | SFIO PSS Mouvement socialiste africain PSAS UPS | Magistrat, il devient maire de Saint-Louis en 1925, maire de Dakar en 1945 et le premier président de l'assemblée nationale du Sénégal indépendant en 1960. |

À la suite de l’indépendance du Sénégal en 1960 vis-a-vis de la France, la fonction de maire de Dakar a pris une importance politique accrue, étant la capitale et la plus grande ville du pays. Dakar, héritière des infrastructures coloniales, est restée le centre administratif, économique et diplomatique de l'État. La mairie de Dakar est donc devenue un poste hautement symbolique et influent, souvent occupé par des personnalités politiques de premier plan. Ce qui confère au maire un poids politique important dans tout le Sénégal, parfois en tension avec le pouvoir central.

### Liste des maires depuis 1961[3]
| No                                                                 | Portrait | Nom                                               | Début du mandat   | Fin du mandat    | Appartenance politique | Notes |
| ------------------------------------------------------------------ | -------- | ------------------------------------------------- | ----------------- | ---------------- | ---------------------- | --- |
| 16                                                                 |          | Jospeh Gomis (15 février 1907- 1984)              | 1961              | 1964             | Indépendant            | Il est élu maire de Dakar au lendemain de l'indépendance, lors des élections municipales de 1961, poste qu'il occupa jusqu'en 1964. Il fut aussi président de la Fédération sénégalaise de football. |
| 17                                                                 |          | Samba Gueye (??? - ???)                           | 1964              | 1978             | Indépendant            | il fut maire de Dakar pendant 14 années. |
| 18                                                                 |          | Lamine Diack (7 juin 1933 - 3 décembre 2021)      | 1978              | 1979             | PS                     | Lamine Diack était une personnalité sénégalaise de premier plan, connue pour sa carrière dans le sport, la politique et l'administration. Né en 1933 à Dakar, il s’est illustré d’abord comme athlète en saut en longueur avant de devenir une figure influente dans le monde de l’athlétisme international. Il a notamment occupé le poste de président de la Fédération internationale d’athlétisme (IAAF) de 1999 à 2015. En plus de son engagement dans le sport, Lamine Diack a également joué un rôle actif dans la vie politique sénégalaise. Il a été maire de Dakar de 1978 à 1980 et membre de l'assemblée nationale. Malgré les controverses qui ont entaché la fin de sa carrière, son parcours reste marqué par une influence notable dans les sphères sportives et publiques. |
| 19                                                                 |          | Mamadou Diop (9 mai 1936 - 26 mars 2018)          | 1984              | 12 mai 2002      | PS                     | Le Colonel Mamadou Diop surnommé Diop-le-maire, fut un haut gradé de la gendarmerie sénégalaise, titulaire de doctorats en droit et en philosophie. Il occupa plusieurs postes ministériels avant d’être élu maire de Dakar en 1984, fonction qu’il conserva jusqu’en 2002. Respecté pour sa rigueur et son intelligence, il marqua durablement la vie politique de la capitale sénégalaise. |
| 20                                                                 |          | Pape Diop (né le 17 avril 1954 à Kaolack)         | 12 mai 2002       | 22 mars 2009     | PDS                    | Pape Diop est un homme d'affaires et a été maire de Dakar de 2002 à 2009. Membre influent du Parti démocratique sénégalais, il succède à Mamadou Diop et modernise la gestion municipale, en renforçant les finances de la ville et en lançant plusieurs projets urbains. Son mandat s'inscrit dans la continuité du président d'Abdoulaye Wade, dont il était un proche collaborateur. Il fut ensuite président de l'assemblée nationale et du Sénat. |
| 21                                                                 |          | Khalifa Sall (né le 1 janvier 1956 à Louga)       | 20 avril 2009     | 31 août 2018     | PS                     | Khalifa Sall est un homme politique sénégalais né en 1956, membre de longue date du Parti socialiste. Il commence sa carrière politique comme député en 1983, puis devient ministre de la Culture et du Commerce dans les années 1990 sous le président Abdou Diouf. En 2009, il est élu maire de Dakar, poste qu’il occupera jusqu’en 2018. Son mandat est marqué par des initiatives sociales et urbaines, mais aussi par une affaire judiciaire en 2017, il est arrêté et condamné pour détournement de fonds publics, ce qui l’empêche de se présenter à la présidentielle de 2019. Il se présente à l'élection présidentielle de 2024 sans succès. |
| 22                                                                 |          | Soham El Wardini (née en 1953 à Latmingué)        | 29 septembre 2018 | 23 janvier 2022  | AFP                    | Soham El Wardini est née à Latmingué, issue d’un père libanais commerçant en arachides et d’une mère sénégalaise. Elle commence comme adjointe à la Culture, puis devient première adjointe au maire de Dakar en 2014. Après l’arrestation de Khalifa Sall, elle assure l’intérim dès mars 2017 avant d’être élue maire de Dakar le 29 septembre 2018 à 64 voix sur 88, devenant ainsi la première femme à occuper ce poste depuis l’indépendance. |
| 23                                                                 |          | Barthélémy Dias (né le 23 septembre 1975 à Dakar) | 17 février 2022   | 13 décembre 2024 | Yewwi Askan Wi         | Il est le fils du politicien Jean-Paul Dias et d’une mère enseignante et ancienne capitaine de l’équipe nationale de basket-ball féminine, tous deux d’origine cap‑verdienne. Élevé dans un environnement catholique, il a fréquenté des établissements privés avant de partir étudier à l’étranger. Il est élu maire de Mermoz-Sacré-Coeur en 2009 puis maire de Dakar en 2022 sous l'égide de la coalition Yewwi Askan Wi. En décembre 2024, il est démis de ses fonctions de conseiller municipal et de maire par le préfet de Dakar à la suite de sa condamnation dans l'affaire Diouf. |
| L'intérim est assuré depuis le 13 décembre 2024 par Ngoné Mbengue. |          |                                                   |                   |                  |                        | |